# Brug 219

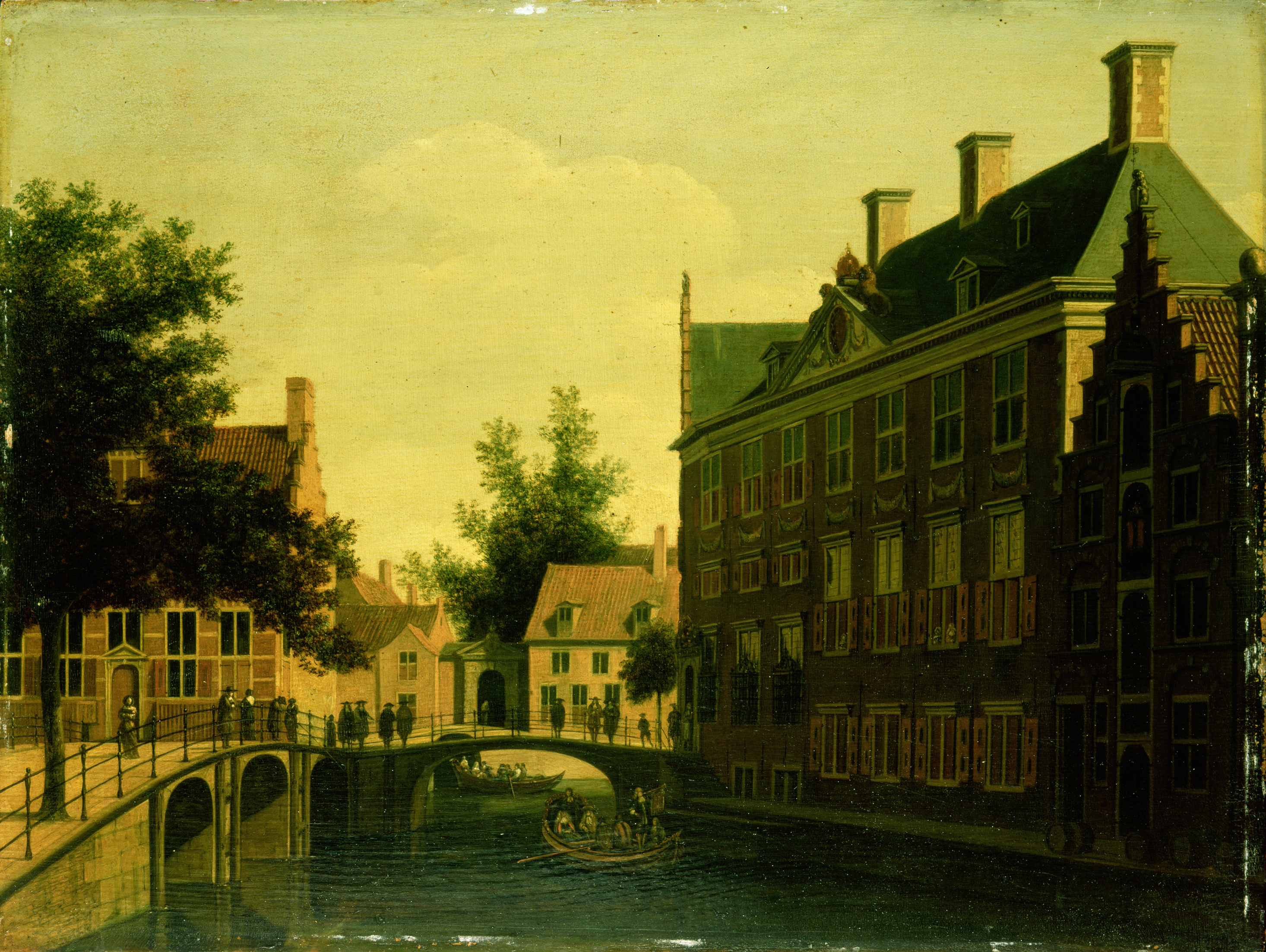
Plek vastgelegd door Gerrit Berckheyde (17e eeuw)

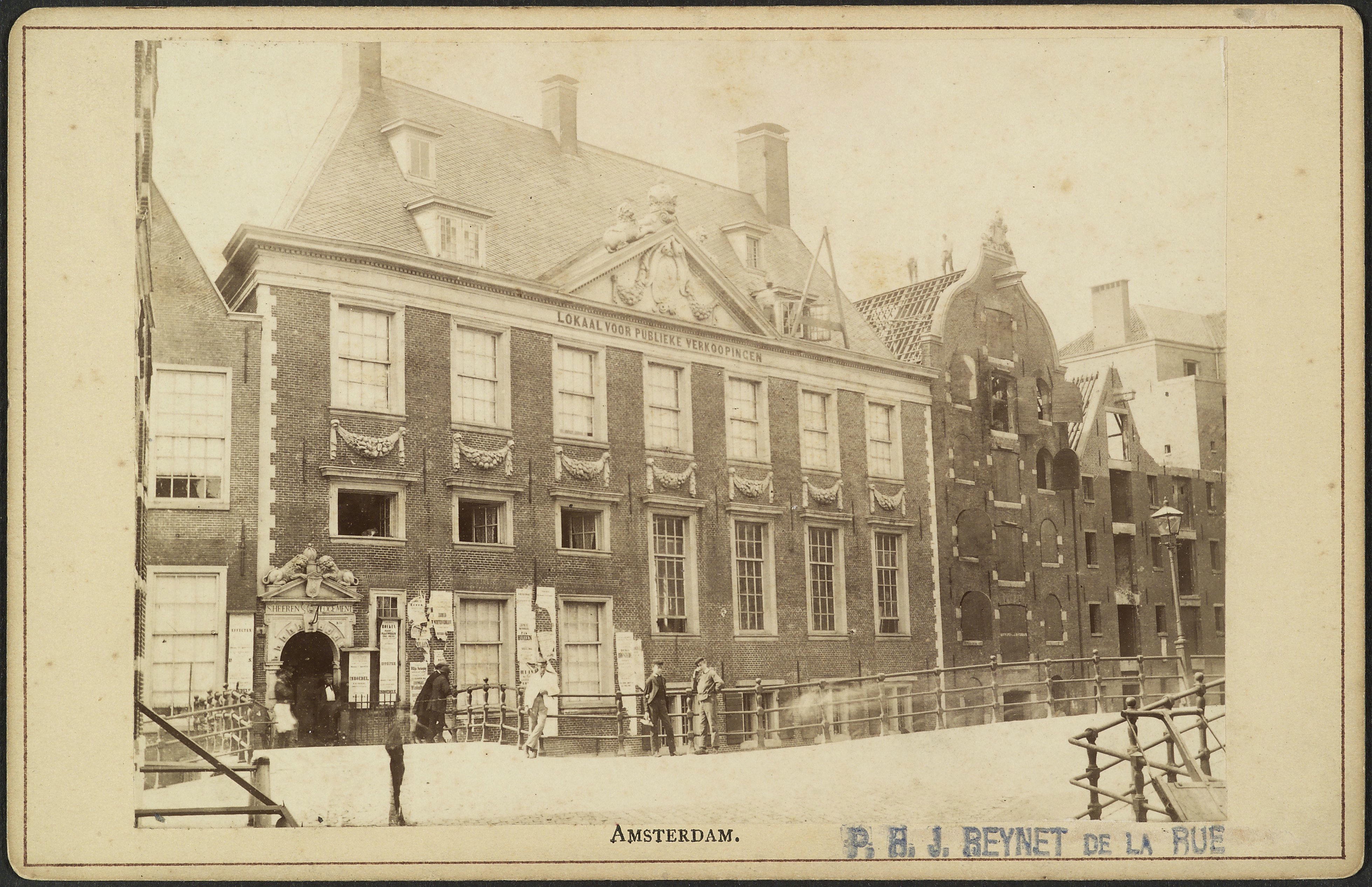
Sloop van het terrein met de brug links

Brug 219 was een vaste brug in Amsterdam-Centrum.
Zij lag over de Grimburgwal in de buurt van de Oudezijds Voorburgwal. De brug werd destijds omschreven als 'steenen wulfbrug' (stenen welfbrug) met één boog. De brug werd vanaf het najaar van 1874 gesloopt om plaats te maken voor nieuwbouw voor het Sint-Pietergasthuis/Binnengasthuis. In de aanbesteding werden de volgende werkzaamheden samen vervat:
- sloop van steenen wulfbrug brug 219
- sloop van het Oudezijds Heerenlogement (stadshotel voor rijke gasten en veilinghuis)
- sloop van twee pakhuizen (Wapen van Amsterdam, Sint Pieter)
- bouw van een gesticht tot verpleging van 60 vrouwenzieken voor het Binnengasthuis
- bouw van een gebouw voor anatomie ten behoeve van het ziekenhuis
- bouw van wachtkamers nabij de apotheek
- het maken van een kademuur (kaaimuur) ter plaatse.[2]

Alle werkzaamheden vonden plaats onder toezicht van stadsarchitect Bastiaan de Greef.
Met de bouw van het Administratiegebouw Binnengasthuis in 1913 kwam er ook weer een brug, maar niet onder dit nummer. Deze "tijdelijke vaste houten brug" werd tijdens of vlak voor de aanvang van de bouw van dit complex gelegd. Dat "tijdelijke" duurde lang, want pas in 1940 verdween deze brug pas weer. Al die tijd was ze de toegang (met hek) vanaf de noordelijke kade tot het ziekenhuiscomplex op de zuidelijke kade van de Grimburgwal.

Tijdelijke houten vaste brug in 1938

<<< · 200 · 201 · 202 · 203 · 204 · 205 · 206 · 207 · 208 · 209 ·  210 · 211 · 212 · 213 · 214 · 215 · 216 · 217 · 218 · 220 · 221 · 222 · 223 · 224 · 225 · 226 · 227 · 228 · 228P · 229 · 230 · 231 · 232 · 233 · 234 · 235 · 236 · 237 · 238 · 239 ·  240 · 241 · 242 · 243 · 244 · 245 · 246 · 247 · 248 · 249 ·  250 · 251 · 252 · 253 · 254 · 255 · 256 · 257 · 258 · 259 · 260 · 261 · 262 · 263 · 264 · 265 · 266 · 267 · 270 · 271 · 272 · 273 · 274 · 275 · 277 · 278 · 279 · 280 · 281 · 283 · 285 · 286 · 287 · 288 · 289 · 290 · 291 · 292 · 293 · 295 · 296 · 297 · 298 · 299 · >>>
Brugnummers 219, 268, 269, 276, 282, 284, 294 zijn niet (meer) in omloop.